# Let L-23 Super Blaník

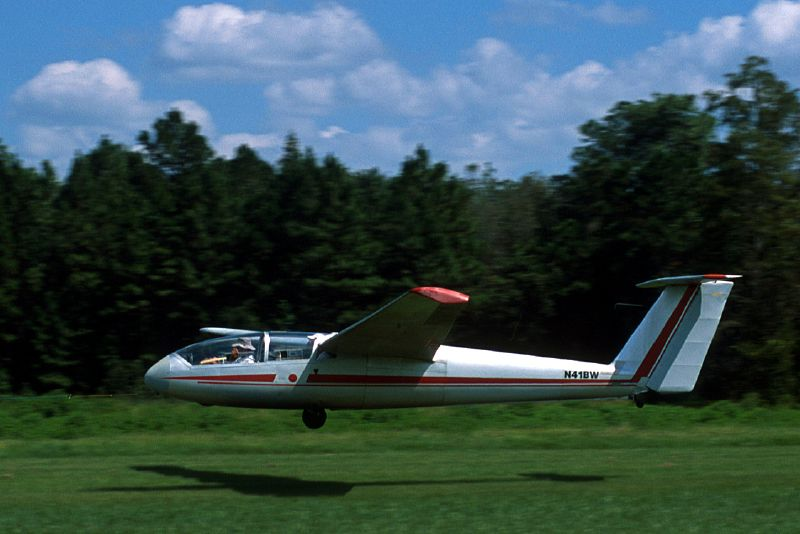
Let L-23 Super Blaník

De Let L-23 Super Blaník is een Tsjechoslowaaks dubbelzits hoogdekker zweefvliegtuig gebouwd door Let. De eerste vond plaats in 1988. De L-23 werd vooral gebruikt als lesvliegtuig.
De Super Blaník heeft een tweedelige cockpitkap, waarvan het voorste deel open gaat naar rechts en het tweede deel omhoog en naar de zijkant open gaat. Vanaf serie nummer 96-8401, werd de dubbele kap vervangen door een kap uit één stuk, die naar rechts open gaat. Maximaal twee personen kunnen worden mee worden genomen in de L-23. Als de Super Blaník alleen gevlogen wordt, dient de piloot in de voorste stoel plaats te nemen en minimaal een gewicht van 70 kg te hebben, dit inclusief het gewicht van de parachute en andere ballast. Is de piloot minder dan 70 kg, dan moet er extra ballast worden aangebracht voorin in het zweefvliegtuig. Dit kan onder andere door een verzwaard kussen van 15 kg te gebruiken als vervanging van het zachte standaard kussen.
De L-23 is een sterk verbeterde versie van de L-13 Blaník. Zo heeft de Super Blaník ten opzichte van de Blaník nieuwe vleugels gekregen zonder welvingskleppen om gewicht te besparen, omdat er toch weinig gebruik van werd gemaakt. Verder is de staartvleugel verplaatst naar de top van de staart voor betere bescherming als men het toestel in de lucht zou moeten verlaten. Ook is de Super Blaník uitgerust met nieuw pakket aan instrumenten en heeft een nieuwe cockpitkap om het zicht te verbeteren.

## Specificaties
- Bemanning: 2
- Lengte: 8,05 m
- Spanwijdte: 16,2 m
- Hoogte: 1,9 m
- Vleugeloppervlak: 19,2 m²
- Daalsnelheid: 56,08 m/min